# Brasão de armas da Universidade Yale
Brasão de armas da Universidade Yale é o emblema principal da Universidade Yale. Ele apresenta um campo na cor Yale Blue com um livro aberto e as palavras em hebraico Urim e Tumim inscritas em letras hebraicas. Abaixo do escudo, em um pergaminho, aparece o lema oficial de Yale, Lux et Veritas (latim para "Luz e Verdade").

## História
O primeiro selo conhecido de Yale aparece no diploma de mestre do futuro presidente da universidade, Ezra Stiles, em 1746. Além das palavras hebraicas "Urim ve'Tumim" inscritas em um livro aberto em um escudo, ele trazia as palavras em latim Lux et Veritas ao redor do escudo.
As palavras hebraicas Urim e Tumim foram utilizadas devido à crença entre os acadêmicos da época de que "Luz e Verdade" era uma tradução adequada para essas palavras. De acordo com a Bíblia Hebraica, os sacerdotes utilizavam ferramentas chamadas Urim e Tumim para discernir a vontade de Deus.